# Farhad Mosaffa
Farhad Mosaffa (persiska: فرهاد مصفی), född 25 september 1988 i Iran, iransk-kanadensisk fotomodell. 
Farhaf Mosaffa medverkade i Manhunt International 2012.